# Scheve erwtenmossel
De scheve erwtenmossel (Euglesa subtruncata, synoniem: Pisidium subtruncatum) is een klein, in zoetwater levende tweekleppigensoort uit de familie van de Sphaeriidae. De wetenschappelijke naam van de soort werd in 1855 voor het eerst geldig gepubliceerd door Malm.

## Beschrijving
De schelp van 2,7 tot 4 mm van de scheve erwtenmossel is matig opgezwollen. In vorm is het sterk schuin ovaal. De umbo's zijn prominent en ruim achter het midden. Het oppervlak is zijdeglanzend met fijne, onregelmatige ribbels. De kleur van de schelp is wit- tot grijsachtig.
Euglesa:
casertana · 
compressa · 
conventus · 
edlaueri · 
globularis · 
henslowana · 
hinzi · 
lilljeborgi · 
maasseni · 
pulchella · 
subtruncata · 
waldeni

Odhneripisidium:
annandalei · 
moitessierianum · 
stewarti · 
tenuilineatum

Musculium:
lacustre · 
†subtile · 
transversum

Pisidium:
amnicum · 
†clessini · 
hibernicum · 
milium · 
nitidum · 
obtusalis · 
obtusale obtusale · 
obtusale lapponicum · 
personatum · 
pseudosphaerium · 
supinum

Sphaerium:
asiaticum · 
corneum · 
†icenicum · 
nitidum · 
nucleus · 
ovale · 
rivicola · 
†rosmalense · 
solidum · 
†subsolidum